# Grand Slam (groupe)

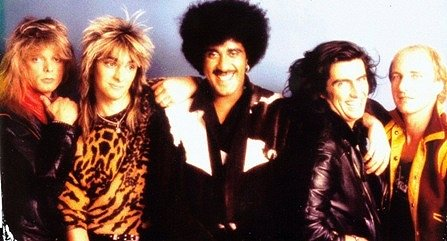
Les membres de Grand Slam en 1984.

Grand Slam est un groupe de rock formé en 1984 par Phil Lynott, le chanteur et bassiste de Thin Lizzy, et disparu l'année suivante.

## Histoire
Bien que Phil Lynott ait prévu d'inclure deux membres du lineup de Thin Lizzy, le guitariste John Sykes et le batteur Brian Downey, tous deux refusèrent. John Sykes rejoignit Whitesnake.
Le groupe fut finalement composé de Doish Neagle (guitare), de Lawrence Archer (guitare), de Robbie Brennan (batterie), de Mark Stanway (claviers) et de lui-même (Phil Lynott).
Grand Slam fut bien reçu par le public et les médias, mais ne put pas sortir de disque : les compagnies de disques, effrayées par la réputation de junkie de Phil Lynott ne voulaient pas d'une bande de drogués dans leur catalogue. Le groupe donna son dernier concert à Londres le 7 décembre 1984 et se sépara peu après.
Phil Lynott mourut le 4 janvier 1986 de multiples lésions au foie, au cœur et aux reins résultant d'une vie d'abus d'alcool et de drogue.